# Austrotritia glabrata
Austrotritia glabrata är en kvalsterart som beskrevs av Wojciech Niedbała 2000. Austrotritia glabrata ingår i släktet Austrotritia och familjen Oribotritiidae. Inga underarter finns listade.